# Lory Del Santo
Loredana Del Santo, detta Lory (Povegliano Veronese, 28 settembre 1958), è un personaggio televisivo, attrice, regista, ex modella e showgirl italiana.
Dopo aver esordito come valletta al Festivalbar nel 1975, tra la fine degli anni settanta e i primi anni ottanta ha preso parte come attrice a numerosi film di genere italiani e a diversi varietà televisivi; in particolare, ha avuto il ruolo di "bigliettaia" nel programma Drive In negli anni ottanta. È stata poi spesso al centro delle cronache rosa ed è tornata alla ribalta nel 2005, vincendo la terza edizione de L'isola dei famosi. In seguito ha spesso fatto l'opinionista in moltissimi programmi televisivi, pubblicato un libro e partecipato come concorrente ad altri reality show: nel 2009 alla quarta edizione de La fattoria, nel 2016 alla quinta di Pechino Express e nel 2018 alla terza del Grande Fratello VIP.

## Biografia

Lory Del Santo ne La gorilla (1982)

Nasce a Povegliano Veronese da una giovane coppia che vive in campagna in una casa fatiscente; poco dopo la nascita si ammala di polmonite. Quando ha solo tre anni, suo padre muore in un incidente stradale; così sua madre, venticinquenne disoccupata, si trova a dover crescere da sola due figlie: Loredana e la neonata Paola.
Esordisce a 16 anni come valletta al Festivalbar 1975. Durante l'adolescenza si appassiona non solo al cinema ma anche alla fotografia, attività che pratica già nel 1980 quando partecipa a Miss Universo e posa come modella. Nel 1981 diviene nota in TV nel programma Tagli, ritagli e frattaglie, condotto da Renzo Arbore e Luciano De Crescenzo, in cui impersona la sexy-archivista quasi muta, sorda e un po' svampita, che porta in studio documenti provenienti dalle Teche Rai: una gag che ironizza sulle bizzarre polemiche di costume dell'epoca, secondo le quali gli uomini di cultura non hanno interessi sessuali. Nel periodo successivo vengono pubblicati altri scatti nei quali posa seminuda, fa da apripista la copertina con servizio fotografico firmati da Gina Lollobrigida nel gennaio 1982 per la rivista Il Fotografo. Al contempo è lei stessa a fare la fotografa di moda e l'imprenditrice, gestisce un locale a Roma. Parallelamente partecipa come attrice a venti pellicole cinematografiche in cinque anni: diventa protagonista di alcuni film di genere degli anni ottanta, tra cui spiccano W la foca di Nando Cicero e La gorilla di Romolo Guerrieri, entrambi del 1982. 
In seguito partecipa a programmi come Drive In, Sponsor City e Bum Bum all'italiana. Degli stessi anni sono anche le numerose copertine di diverse riviste tra cui Cosmopolitan e Playboy ed i servizi fotografici nei quali appare completamente nuda. Nella seconda metà degli anni ottanta ridimensiona i propri impegni sulla scena concedendosi solo rare partecipazioni televisive, come quella al Raffaella Carrà Show nel 1988. Fa eccezione anche un breve tour teatrale nel 1989-1990, in cui da co-protagonista insieme a Walter Chiari porta in scena la già nota commedia Il gufo e la gattina. Negli anni novanta si ritira quasi completamente a vita privata.
Dopo una breve partecipazione nel 2003 al programma di Rai 2 Stupido Hotel, Del Santo ritorna stabilmente sulle scene solo nel 2005 come concorrente della terza edizione del reality show L'isola dei famosi, condotto da Simona Ventura su Rai 2. Vince l'edizione con il 75% delle preferenze, diventando la prima concorrente donna a vincere il reality. Nel 2006 scrive il suo primo libro, che definisce un'autobiografia dei suoi pensieri, Piacere è una sfida, pubblicato per la Sperling & Kupfer, e partecipa con un cameo al film Vita Smeralda di Jerry Calà. Dalla seconda metà degli anni 2000 è spesso ospite nei più svariati talk show televisivi, in particolar modo in quelli pomeridiani di Barbara D'Urso su Canale 5. È ospitata anche in radio; tre le trasmissioni più frequentate: Gli Spostati (dal 2008) e I Lunatici (dal 2018) su Rai Radio2, e Un giorno da pecora (dal 2016) in onda su Rai Radio 1.

Lory Del Santo a Drive In

Nel marzo del 2009 partecipa di nuovo come concorrente ad un reality show, la quarta edizione de La fattoria, condotto da Paola Perego su Canale 5; entra in gioco come riserva di Marina Ripa di Meana, ritiratasi per malore, e viene eliminata in semifinale. Nel 2010 diventa per la prima volta ideatrice e conduttrice di un programma televisivo: Missione Seduzione, in onda sul canale di Sky Lei. Nel 2011 dedica un breve componimento al premier Silvio Berlusconi.
Dal 2014 al 2017 è ideatrice, regista e sceneggiatrice di The Lady, webserie di tre stagioni trasmessa in streaming dal suo canale YouTube. Tra il 2014 e il 2015 prende parte come giudice a My Bodyguard, talent show di Agon Channel condotto da Maddalena Corvaglia. Nel 2016, insieme al compagno Marco Cucolo, prende parte come concorrente alla quinta edizione del reality show Pechino Express, in onda su Rai 2, arrivando in finale e classificandosi al terzo posto.
Nell'autunno del 2017 è tra i "panelist" di Sbandati, in onda in seconda serata su Rai 2. Nella primavera del 2018 commenta in diretta su Rai Radio 2, assieme a Ema Stokholma, Gino Castaldo e Claudio Di Biagio, le puntate della quinta edizione di The Voice of Italy nel programma intitolato The Voice of Radio2. Dal 1º ottobre 2018 partecipa come concorrente alla terza edizione del Grande Fratello VIP, condotto da Ilary Blasi su Canale 5, entrando in gioco nel corso della seconda puntata e uscendo due mesi dopo, il 3 dicembre, nel corso della semifinale. Dopo questa esperienza entra nel cast fisso di CR4 - La Repubblica delle Donne di Piero Chiambretti.
Nel corso della propria carriera ha scelto di non essere mai accompagnata da un agente o altre figure specifiche, preferendo una totale autodeterminazione.

## Vita privata
Dagli anni ottanta fino agli anni novanta Del Santo rimase a lungo alla ribalta della cronaca rosa: per la prima volta quando dichiarò di essere stata ospite del ricco uomo d'affari saudita Adnan Khashoggi nel suo celebre panfilo Nabila e di aver ricevuto da lui un rubino, storia che venne romanzata in più versioni dalle riviste dell'epoca. Successivamente divenne amante del chitarrista Eric Clapton, sposato allora con l'ex modella Pattie Boyd; il musicista le dedicò la canzone Lady of Verona. I due si conobbero in un locale nel 1985, durante la tournée italiana di Clapton, che raccontò nella sua autobiografia:
Fu proprio la Del Santo a voler far conoscere Clapton e Zucchero Fornaciari, invitando quest'ultimo a cena con loro e dando così inizio alla collaborazione e amicizia tra i due musicisti, come il cantante reggiano ricorda nella propria biografia nel 2013: 
(Zucchero Sugar Fornaciari, Il suono della domenica - Il romanzo della mia vita)
Quando Eric Clapton era ancora sposato con Pattie Boyd, Lory Del Santo rimase incinta e il 21 agosto 1986 diede alla luce Conor Loren Clapton, tragicamente morto il 20 marzo 1991, cadendo dal 53º piano del grattacielo Galeria di New York; il bimbo precipitò nel vuoto dopo essersi sporto da una finestra lasciata aperta da una cameriera per arieggiare la stanza. Conor si trovava lì con sua madre per incontrare il padre, in città per alcuni concerti. A lui il chitarrista ha dedicato, tra le altre, la canzone Tears in Heaven. Al momento del fatto Lory aveva già lasciato Clapton ed era legata all'imprenditore milanese Silvio Sardi, da cui, il 23 agosto 1991 ebbe il suo secondo figlio Devin. Del Santo ha dichiarato che la relazione non durò a causa del carattere burrascoso e violento del compagno.
Da un uomo di cui non ha mai rivelato l'identità nel 1999 ebbe un terzo figlio, Loren Del Santo, morto suicida negli Stati Uniti nel 2018. Loren soffriva di anedonia, presumibilmente correlata a un disturbo dissociativo di identità o a un possibile disturbo schizoide di personalità. Negli anni novanta ebbe inoltre una relazione sentimentale con il tennista Richard Krajicek, dal quale ebbe un figlio nato prematuro e morto dopo due settimane a causa di un’infezione. Fin da giovanissima si è sempre dichiarata riluttante al matrimonio e non si è mai sposata. Dal 2015 è legata sentimentalmente a Marco Cucolo, con il quale ha partecipato anche ad alcuni programmi televisivi.

## Filmografia

### Attrice

#### Cinema
- Ecco noi per esempio, regia di Sergio Corbucci (1977)
- Sarò tutta per te, episodio di Dove vai in vacanza?, regia di Mauro Bolognini, Luciano Salce, Alberto Sordi (1978)
- Geppo il folle, regia di Adriano Celentano (1978)
- Caro papà, regia di Dino Risi (1979)
- Gardenia il giustiziere della mala, regia di Domenico Paolella (1979)
- Dove vai se il vizietto non ce l'hai?, regia di Marino Girolami (1979)
- Pensione amore servizio completo, regia di Luigi Russo (1979)
- Sabato, episodio di Sabato, domenica e venerdì, regia di Sergio Martino (1979)
- Il fiume del grande caimano, regia di Sergio Martino (1979)
- Agenzia Riccardo Finzi... praticamente detective, regia di Bruno Corbucci (1979)
- Il giocattolo, regia di Giuliano Montaldo (1979)
- Sono fotogenico, regia di Dino Risi (1980)
- Desideria: la vita interiore, regia di Gianni Barcelloni Corte (1980)
- I seduttori della domenica, regia di Dino Risi (1980)
- L'onorevole con l'amante sotto il letto, regia di Mariano Laurenti (1981)
- Bollenti spiriti, regia di Giorgio Capitani (1981)
- W la foca, regia di Nando Cicero (1982)
- La gorilla, regia di Romolo Guerrieri (1982)
- La donna giusta, regia di Paul Williams (1982)
- "FF.SS." - Cioè: "...che mi hai portato a fare sopra a Posillipo se non mi vuoi più bene?", regia di Renzo Arbore (1983)
- Vita Smeralda, regia di Jerry Calà (2006)

#### Televisione
- Morto Troisi, viva Troisi!, regia di Massimo Troisi – film TV (1982)
- Saturday Night Live from Milano – serie TV (2006)

### Regista
- The Night Club - Osare per credere – cortometraggio (2013)
- The Lady – webserie (2014-2017)

## Teatro
- Il gufo e la gattina, regia di Walter Chiari (1989-1990)

## Programmi televisivi
- Festivalbar (Programma Nazionale, 1975) Valletta
- Miss Universo 1980 (CBS, 1980) Concorrente
- Tagli, ritagli e frattaglie (Rete 2, 1981) Valletta
- Bum Bum all'italiana (Rete 3, 1982)
- Beauty Center Show (Italia 1, 1983-1984) Ospite ricorrente
- Drive In (Italia 1, 1983-1988)
- Sponsor City (Rete 4, 1984)
- Ciao Darwin (Canale 5, 2000-2001; 2008)
- Stupido Hotel (Rai 2, 2003)
- L'isola dei famosi 3 (Rai 2, 2005) Concorrente, Vincitrice
- L'isola dei famosi 4 (Rai 2, 2006) Opinionista
- La fattoria 4 (Canale 5, 2009) Concorrente
- Missione Seduzione (Lei, 2010-2011)
- My Bodyguard (Agon Channel, 2014-2015) Giudice
- Pomeriggio Cinque (Canale 5,  2014-2023) Opinionista
- Mattino Cinque (Canale 5,  2014-2023) Opinionista
- Pechino Express - Le civiltà perdute (Rai 2, 2016) Concorrente
- Sbandati (Rai 2, 2017) Opinionista
- Domenica Live (Canale 5, 2017-2021) Opinionista
- Grande Fratello VIP 3 (Canale 5, 2018) Concorrente
- CR4 - La Repubblica delle Donne (Rete 4,  2018-2020) Opinionista
- Live - Non è la D'Urso (Canale 5, 2019-2021) - Opinionista
- Resta a casa e vinci, (Rai 2, 2020) Personaggio della ruota Vip
- Back to School (Italia 1, 2022) Concorrente
- L'isola dei famosi 16 (Canale 5, 2022) Concorrente

## Radio
- Gli Spostati (Rai Radio 2, 2008)
- The Voice of Radio2 (Rai Radio 2, 2018)

## Libri
- Piacere è una sfida, Sperling & Kupfer, 2006, ISBN 978-88-200-4096-3.
- La felicità come optional, Giraldi Editore, 2021, ISBN 978-88-615-5879-3.

## Riconoscimenti
- Festival intercomunale del cinema amatoriale
  - 2017 – Premio Web per The Lady[29]